# Prêmio Hans Christian Andersen
O Prêmio Hans Christian Andersen é o mais importante prêmio literário da literatura infanto-juvenil, considerado o pequeno Nobel de Literatura.

## História
O prêmio é concedido a cada dois anos pela International Board on Books for Young People (filiada à UNESCO) para escritores e ilustradores (categorias) vivos. Seu nome homenageia o poeta e escritor dinamarquês de histórias infantis Hans Christian Andersen e consiste de uma medalha de ouro entregada pela rainha da Dinamarca Margarida II da Dinamarca, patrona do prêmio.

## Premiados

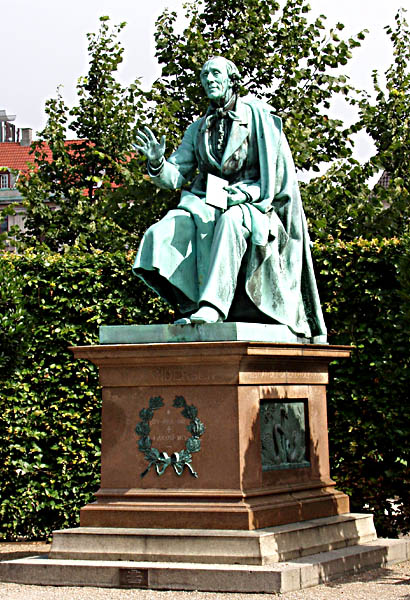

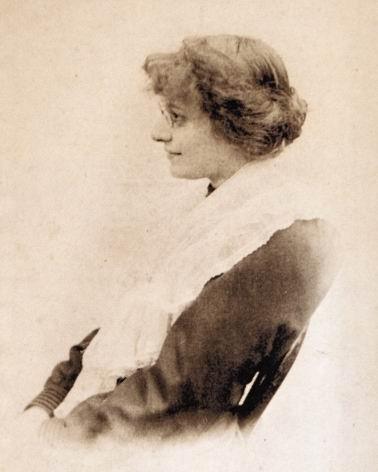
[http://en.wikipedia.org/wiki/Eleanor_Farjeon Eleanor Farjeon

| Ano  | Escritor                                              | Ilustrador                      |
| ---- | ----------------------------------------------------- | ------------------------------- |
| 1956 | Eleanor Farjeon Reino Unido                           |                                 |
| 1958 | Astrid Lindgren Suécia                                |                                 |
| 1960 | Erich Kästner Alemanha                                |                                 |
| 1962 | Meindert DeJong EUA                                   |                                 |
| 1964 | René Guillot França                                   |                                 |
| 1966 | Tove Jansson Finlândia                                | Alois Carigiet Suíça            |
| 1968 | James Krüss Alemanha José Maria Sanchez-Silva Espanha | Jiří Trnka Tchecoslováquia      |
| 1970 | Gianni Rodari Itália                                  | Maurice Sendak EUA              |
| 1972 | Scott O’Dell EUA                                      | Ib Spang Olsen Dinamarca        |
| 1974 | Maria Gripe Suécia                                    | Farshid Mesghali Irã            |
| 1976 | Cecil Bødker Dinamarca                                | Tatjana Mawrina União Soviética |
| 1978 | Paula Fox EUA                                         | Svend Otto S. Dinamarca         |
| 1980 | Bohumil Riha Tchecoslováquia                          | Akaba Suekichi Japão            |
| 1982 | Lygia Bojunga Brasil                                  | Zbigniew Rychlicki Polônia      |
| 1984 | Christine Nöstlinger Áustria                          | Mitsumasa Anno Japão            |
| 1986 | Patricia Wrightson Austrália                          | Robert Ingpen Austrália         |
| 1988 | Annie M. G. Schmidt Países Baixos                     | Dusan Kállay Tchecoslováquia    |
| 1990 | Tormod Haugen Noruega                                 | Lisbeth Zwerger Áustria         |
| 1992 | Virginia Hamilton EUA                                 | Kveta Pacovská República Tcheca |
| 1994 | Michio Mado Japão                                     | Jörg Müller Suíça               |
| 1996 | Uri Orlev Israel                                      | Klaus Ensikat Alemanha          |
| 1998 | Katherine Paterson EUA                                | Tomi Ungerer França             |
| 2000 | Ana Maria Machado Brasil                              | Anthony Browne Reino Unido      |
| 2002 | Aidan Chambers Reino Unido                            | Quentin Blake Reino Unido       |
| 2004 | Martin Waddell Irlanda                                | Max Velthuijs Países Baixos     |
| 2006 | Margaret Mahy Nova Zelândia                           | Wolf Erlbruch Alemanha          |
| 2008 | Jürg Schubiger Suíça                                  | Roberto Innocenti Itália        |
| 2010 | J.K. Rowling Reino Unido                              | Jutta Bauer Alemanha            |
| 2012 | María Teresa Andruetto Argentina                      | Peter Sìs República Tcheca      |
| 2014 | Nahoko Uehashi Japão                                  | Roger Mello Brasil              |
| 2016 | Cao Wenxuan China                                     | Rotraut Susanne Berner Alemanha |
| 2018 | Eiko Kadono Japão                                     | Igor Oleynikov Rússia           |
| 2020 | Jacqueline Woodson EUA                                | Albertine Zullo Suíça           |
| 2022 | Marie-Aude Murail França                              | Suzy Lee                        |

## Vitórias por país - escritores

### 6 vezes
- EUA

### 3 vezes
- Reino Unido

### 2 vezes
- Alemanha
- Austrália
- Brasil
- Japão
- Suécia

### 1 vez
- Argentina
- Áustria
- Dinamarca
- Espanha
- Finlândia
- França
- Irlanda
- Israel
- Itália
- Nova Zelândia
- Noruega
- Países Baixos
- Suíça
- Tchecoslováquia

## Vitórias por país - ilustradores

### 4 vezes
- República Tcheca

### 3 vezes
- Suíça

### 2 vezes
- Alemanha
- Dinamarca
- Japão
- Reino Unido

### 1 vez
- Brasil
- EUA
- França
- Irã
- Itália
- Países Baixos
- Polônia
- União Soviética

## Participação do Brasil
Entre os premiados constam as escritoras brasileiras Lygia Bojunga Nunes (1982) e Ana Maria Machado (2000), e o ilustrador Roger Mello (2014). Além destes, foram finalistas os escritores Joel Rufino dos Santos (2004) e Bartolomeu Campos de Queirós (2008, 2010). Em 2022 os livros A Moça Tecelã escrito por Marina Colasanti e ilustrado por Demóstenes Vargas e Benjamina, escrito e ilustrado por Nelson Cruz obtiveram a recomendação do júri. A escritora Ana Maria Machado foi presidente do júri do premio entre 1986 e 1990.